# هربرت بریرلی
هربرت بریرلی (انگلیسی: Herbert Brierley؛ زادهٔ) بازیکن فوتبال اهل بریتانیا است.
از باشگاه‌هایی که در آن بازی کرده‌است می‌توان به باشگاه فوتبال برنلی اشاره کرد.